# Eta2 Hydri
Eta2 Hydri (η2 Hyi / η2 Hydri) är en ensam stjärna i norra delen av stjärnbilden Lilla vattenormen. Den har en skenbar magnitud av 4,68 och är synlig för blotta ögat där ljusföroreningar ej förekommer. Baserat på parallaxmätning inom Hipparcos-uppdraget på 14,9 mas beräknas den befinna sig på ett avstånd av ca 219 ljusår (67 parsek) från solen.
År 2005 upptäcktes en exoplanet vid denna stjärna.

## Egenskaper
Eta2 Hydri är en gul till vit jättestjärna av spektralklass G8.5 III. Den har en massa som är ca 1,9 gånger solens massa, en radie som är ca 10 gånger större än solens och utsänder ca 69  gånger mera energi än solen från dess fotosfär vid en effektiv temperatur på ca 5 000 K.

## Eta² Hydri b
Eta² Hydri b är en exoplanet som kretsar kring stjärnan Eta² Hydri.